# Màster
El màster o mestratge (de l'anglès Master) és un títol acadèmic usualment atorgat a qui acaben un curs a nivell de postgrau que va d'un a tres anys de durada. Solen finalitzar amb un treball o projecte d'aplicació final que recull tot allò après al màster i que es presenta en públic.
Els mestratges busquen ampliar i desenvolupar els coneixements per a la solució de problemes disciplinaris, interdisciplinaris o professionals i dotar a la persona dels instruments bàsics que l'habiliten com investigador o professional en una àrea específica de les ciències o de les tecnologies i que li permetin aprofundir teòricament i conceptualment en un camp del saber. Tenen un contingut molt especialitzat, a diferència d'altres estudis superiors.
Igual que els graus, equivalen al nivell 7 de coneixement de l'ISCED. El següent grau acadèmic universitari és el doctorat. Amb el sistema actual de doctorats espanyols, els màsters es divideixen en dos tipus: professionalitzadors i de recerca (pot haver-hi màsters que els combinin) i per accedir al doctorat cal haver primer superat el màster de recerca corresponent.

## Estudis típics de mestratge
- Mestratge en Arts o M.A.
- Mestratge en Àrea Aplicada o M.A.A.
- Mestratge en Ciències o M.C., s'atorga a qui acaben satisfactòriament estudis de postgrau en alguna àrea científica o tecnològica.
- Mestratge en Enginyeria o M.I.
- Mestratge en Salut Pública o M.S.P.
- Mestratge en Tecnologia Educativa o M.T.I.
- Mestratge en administració d'empreses o M.B.A. (acrònim de l'anglès Masters in Business and Administration)